# Sulmona
Sulmona este o comună din provincia L'Aquila, regiunea Abruzzo, Italia.
Populația comunei este de 25.223 de locuitori (30 aprilie 08).
Locul de origine al lui Publius Ovidius Naso.

## Demografie
Sulmona - evoluția demografică

|  | Graficele sunt indisponibile din cauza unor probleme tehnice. Mai multe informații se găsesc la Phabricator și la wiki-ul MediaWiki. |

Date: Recensăminte sau birourile de statistică - grafică realizată de Wikipedia

## Personalități născute aici
- Ovidiu (43 î.Hr. - 17 d.Hr.), poet roman;
- Milly Carlucci (n. 1954), actriță, cântăreață, moderatoare de televiziune.